# プリュ・オー!
『プリュ・オー!』（仏語Plus oh !、「もっとオーを！」の意）は、ジャン＝リュック・ゴダール監督による、1996年製作のフランスの短篇映画である。歌手のフランス・ギャルが依頼し、彼女の曲『Plus haut』（1980年）のミュージック・ビデオとして製作された。

## 概要
1996年、『夢見るシャンソン人形』などで知られるフランスのポップス歌手、フランス・ギャルが、1980年のアルバム『Paris, France』所収の曲、『Plus haut』をシングルカットするにあたり、そのミュージック・ビデオの製作を、かねてから『ヌーヴェルヴァーグ』（監督ジャン＝リュック・ゴダール、主演アラン・ドロン、1990年）が好きだったゴダールに依頼した。最初は断ったゴダールだったが、「いわゆるクリップ製作にはなりませんよ」と言いながら、最終的には引き受けることにした。本作のタイトルは、ギャルの曲のタイトルと同じ音（「プリュ・オー」）をもつが、曲名の意味が「もっと高く」であるのに対して、「もっとオーを！」という驚きを喚起する意味に換えられている。
クレーンに乗った撮影監督のシルエット映像で始まる本作は、のちの『二十一世紀の起源』（2000年）や『時間の闇の中で』（オムニバス『10ミニッツ・オールダー』の一篇、2002年）と同様のつくりをしており、とくに近現代絵画とカトリックの宗教画の引用が多く、また、トーマス・エジソンが発明したキネトスコープ最初の映画での鷲が乳児を掴んで空を飛ぶショットや、ヘンリー・フォンダのキスシーン、グレタ・ガルボのポートレート、セルゲイ・エイゼンシュタイン監督の『イワン雷帝』（第二部・1946年）、ジャン・コクトー監督の『美女と野獣』（1946年）、ウォルト・ディズニー製作の世界初の長篇カラーアニメーションである『白雪姫』（1937年）など大量の映画のアーカイヴ・フッテージをモンタージュしてつくられている。セリフのひとつもないこの「映画」は、ゴダールにとってはサイレント・フィルムであり、サイレント時代に多用された「アイリス」で、歌うフランス・ギャルの口もとや瞳を捉え、その口もとに「OH!」の「O」の文字を乗せる遊びをしている。
このゴダール監督のサイレント・フィルムでのゴダールのメッセージは、
芸術は見はしない。それは姿を変える。L'Art ne voit pas. Il métamorphose.
美は聴きはしない。それは姿を変える。La Beaute n'écoute pas. Elle métamorphose.
愛は考えはしない。それは姿を変える。L'Amour ne pense pas. Elle métamorphose.
映画は語りはしない。それは姿を変える。Le Cinéma ne parle pas.  Il métamorphose.
といった字幕でのみ語られている。
また、『イワン雷帝』のカットは、おなじスローモーションのかけかたで、『時間の闇の中で』でも使用された。
『Plus haut』のCDシングルは1996年3月15日にワーナーのU10レーベルから発売になったが、多数の引用によってつくられ完成した本作は、著作権上の問題から、ニュースや音楽に特化したフランスのテレビ局M6で、同1996年4月20日にたった1度だけ放映することとなった。その後、2006年のパリのポンピドゥーセンターでのゴダール展に際してのレトロスペクティヴ等で上映された。

## 作品データ
カラー作品（ビデオ） / 上映時間 4分 / 上映サイズ1:1.37（スタンダード・サイズ）

## スタッフ・キャスト
- 監督　ジャン＝リュック・ゴダール
- 脚本　ジャン＝リュック・ゴダール
- 出演　フランス・ギャル
- 音楽　フランス・ギャル
- 編集　ジャン＝リュック・ゴダール

## 註
1. 1 2  仏語版WikipediaFrance Gallのページの記述の抄訳。